# Cahuachi
Cahuachi,  é um sítio arqueológico do Peru, que servia como centro de peregrinação da cultura Nazca que viveu sua época de esplendor entre os séculos I e V, localizada  no vale do rio Nazca, no meio do deserto e se estendia por 24 km² , próximo às Linhas de Nazca e a 28 km da cidade de Nazca . Seu nome significa lugar onde vivem os videntes.
O arqueólogo italiano Giuseppe Orefici  tem escavado o lugar desde 1982. Devido ao clima seco, os achados são abundantes e incluem material perecível, como roupas; em 1998 se descobriu um depósito de roupas, com 200 peças de tecido pintados a mão. Isto é algo pouco usual na cultura nazca, que em geral usava tecidos bordados. Cahuachi também foi estudado por Helaine Silverman, que escreveu um livro sobre esta cidade.

## A cidade
Seus habitantes permanentes eram poucos e viviam da agricultura, mas que era um centro de peregrinação, fazendo com que a população crescesse nas datas de eventos cerimoniais importantes, eventos que provavelmente envolviam as Linhas de Nazca e a duna gigante.
No local havia uma necrópole chamada Chauchilla, outro monumento responsável pelas viagens periódicas. Esta teoria do centro de peregrinação é apoiada tanto pela evidência arqueológica da escassez de população em Cahuachi como pelas figuras de Nasca, mostrando animais como orca, macaco, cachorro, etc. que não existem na região de Nasca, embora isso também possa ser explicado pelo comércio ou outras expedições.
A cidade foi fundada antes do nascimento da Cultura Nasca , durante o século IV a.C., e seu declínio ocorre em aproximadamente 300 d.C. , após a invasão dos Huaris .

## Achados
As construções na cidade eram em adobe, de forma cônica, se estendendo por 24 km², sendo uma das maiores zonas urbanas andina e a mais importante da Cultura Nasca. As ruínas sugerem que os tetos, portas e janelas eram sustentados com madeira de guarango e o telhado era feito de juncos amarrados com cordas feitas com pelo de lhama e algodão.
Até agora, foram encontrados 34 edifícios no interior das muralhas, entre os quais:
- A Grande Pirâmide, que tem de 150 metros de comprimento e 28 de altura, com sete níveis escalonados. Era o centro cerimonial do culto.[2]
- O Templo Escalonado, dele descobriu-se uma parede com inscrições e frisos de 5 metros de altura e 25 de comprimento.[2]
- Montículos , nesta seção se localizam 40 construções em adobe em formato de montes com várias finalidades.
- Chauchilla , na necrópole foram investigados vários túmulos, encontrados com sua vestimenta intactas.[7]

Todo o material arqueológico deste sítio esta em exposição no Museu Arqueológico Antonini em Nasca.